# كولن جيري
كولن جيري (بالإنجليزية: Colin Jerry)‏ هو شاعر بريطاني، ولد في 15 يونيو 1936 في Petworth ‏ في المملكة المتحدة، وتوفي في 19 ديسمبر 2008.